# بوب هاريسون
بوب هاريسون (بالإنجليزية: Bob Harrison)‏ هو سياسي أسترالي، ولد في 19 سبتمبر 1934. حزبياً، نشط في حزب العمال الأسترالي. وقد انتخب عضو الجمعية التشريعية نيو ساوث ويلز.